# Hieracium luzuleti
Hieracium luzuleti là một loài thực vật có hoa trong họ Cúc. Loài này được Hylander mô tả khoa học đầu tiên năm 1943.